# Sover
Sover là một đô thị ở tỉnh Trento ở vùng Trentino-Alto Adige/Südtirol của Ý, tọa lạc cách 25 km về phía đông bắc của Trento. Tại thời điểm ngày 31 tháng 12 năm 2004, đô thị này có dân số 921 người và diện tích là 14,7 km².
Đô thị Sover có các frazioni (đơn vị trực thuộc, chủ yếu là các làng) Montesover, Piscine, Facendi, Piazzoli, Sveseri and Settefontane.
Sover giáp các đô thị: Capriana, Valfloriana, Grauno, Grumes, Segonzano, Lona-Lases và Bedollo.